# Bloklandsche Polder
De Bloklandsche of Langeveldsche Polder is een polder en een voormalig waterschap in de gemeente Ter Aar in de Nederlandse provincie Zuid-Holland.
Het waterschap was gesticht op 7 september 1595 en omvatte de gelijknamige kleine polder.